# Dolores Hayden
Dolores Hayden  (1945) es historiadora urbana, arquitecta, escritora y poeta  estadounidense. Es profesora emérita de arquitectura, urbanismo, y estudios americanos en la Universidad de Yale. Está considerada como una de las primeras teóricas en planificación y espacios habitados desde la óptica feminista.

## Biografía
Hayden recibió su Bachelor of Arts en arquitectura del Mount Holyoke College en 1966. Posteriormente estudió en la Universidad de Cambridge y en la Harvard Graduate School of Design donde obtuvo un grado profesional.  
Desde 1973, Hayden ha viajado al MIT, UC Berkeley, UCLA, y Yale para impartir conferencias sobre arquitectura, paisajismo, planificación urbana, y estudios americanos.
Fundó una organización de Los Ángeles sobre arte y humanidades, sin ánimo de lucro, llamada The Power of Place, que estuvo activa de 1984 a 1991. El objetivo de la organización era "celebrar el paisaje histórico del centro de la ciudad y su diversidad étnica. Bajo su dirección, proyectos de colaboración en casa de una matrona afroamericana, en la sede de un sindicato de trabajadores de una fábrica textil, y en campos de flor americana-japonesa comprometieron a ciudadanos, historiadores, artistas y diseñadores para examinar y conmemorar las vidas laborables de ciudadanos normales." Esto está documentado en el texto, The Power of Place: Urban Landscapes as Public History.

## Aportaciones al urbanismo de género
Dolores Hayden está considerada como una de las primeras teóricas en planificación y espacios habitados desde la óptica feminista. En los años 80 del siglo XX publica trabajos sobre la ciudad no sexista Gran domestic revolution (1980),  Redesigning the america dream (1984) y Power of place (1992-2000).
Sobre sus trabajos, la arquitecta e investigadora Anna Bofill señala:
"Ella habla de la historia de las utiopías del final del siglo XIX (Seven american utopias) The Architecture of Comunitarian Socialism, 1790 - 1975. Cambridge, Massachussetts: the MIT Press 1976, de las feministas que querían que las cocinas, comedores, lavanderías y tareas de cuidado de las criaturas fueran espacios comunitarios para liberar a las mujeres de las tareas domésticas (Charlotte Perkins Gilman and Her Influence 1980 en Grand Domestic Revolution). También describe las nuevas necesidades de las familias y en otro libro (Power of Place) habla del poder del lugar, del sitio, como representación de la memoria histórica de la vida protagonizada por las mujeres y las minorías."

## Vida personal
Es viuda del sociólogo y novelista Peter H. Marris y es la madre de Laura Hayden Marris.

## Premios
- Libro de la lista de la American Library Association (ALA)
- Premio por la Excelencia en Investigación sobre Diseño de la agencia National Endowment for the Arts (NEA)
- Premio Paul Davidoff por un libro excepcional en Planificación Urbana de la Association of Collegiate Schools of Planning (ACSP)[3][4]
- Premio Diana Donald por la beca feminista de la Asociación de Planificación americana